# Anagyrus bugandaensis
Anagyrus bugandaensis är en stekelart som beskrevs av Compere 1939. Anagyrus bugandaensis ingår i släktet Anagyrus och familjen sköldlussteklar.
Artens utbredningsområde är:
- Elfenbenskusten.
- Kenya.
- Uganda.

Inga underarter finns listade i Catalogue of Life.